# Håkon Andersen
Håkon Andersen (* 3. August 1978) ist ein ehemaliger norwegischer Biathlet.
Andersen gab sein Debüt 2001 im Europacup in Ål, wo er im Einzel Fünfter wurde. Bis 2005 wurde er ausschließlich auf kontinentaler Ebene eingesetzt und erreichte häufig gute Platzierungen, darunter 2005 ein zweiter Platz mit der Staffel in Ridnaun. Danach rückte er für drei Rennen beim Weltcup in Osrblie in das Weltcupteam auf und konnte als 24. im Einzel auch schon im ersten Rennen erste Weltcuppunkte sammeln. Anschließend startete er bislang nur noch im Europacup. In Forni Avoltri gewann er 2007 mit der Staffel sein erstes Europacuprennen. Bei den Europameisterschaften 2006 in Langdorf gewann er mit Alexander Os, Hans Martin Gjedrem und Jon Kristian Svaland Staffelbronze. Zu Beginn der Saison 2007/08 gewann er sein erstes Einzelrennen, ein Verfolgungsrennen in Forni Avoltri, im Europacup. Seit 2008 kam Andersen nicht mehr international zum Einsatz. National gewann Andersen bei den Norwegischen Meisterschaften 2005 hinter Hans Martin Gjedrem im Einzel die Silbermedaille.

## Bilanz im Weltcup
Die Tabelle zeigt alle Platzierungen (je nach Austragungsjahr einschließlich Olympische Spiele und Weltmeisterschaften).
- 1.–3. Platz: Anzahl der Podiumsplatzierungen
- Top 10: Anzahl der Platzierungen unter den ersten zehn (einschließlich Podium)
- Punkteränge: Anzahl der Platzierungen innerhalb der Punkteränge (einschließlich Podium und Top 10)
- Starts: Anzahl gelaufener Rennen in der jeweiligen Disziplin

| Platzierung                    | Einzel | Sprint | Verfolgung | Massenstart | Staffel | Gesamt |
| ------------------------------ | ------ | ------ | ---------- | ----------- | ------- | ------ |
| 1. Platz                       |        |        |            |             |         |        |
| 2. Platz                       |        |        |            |             |         |        |
| 3. Platz                       |        |        |            |             |         |        |
| Top 10                         |        |        |            |             |         |        |
| Punkteränge                    | 1      |        |            |             |         | 1      |
| Starts                         | 1      | 1      | 1          |             |         | 3      |
| Stand: nach der Saison 2009/10 |        |        |            |             |         |        |